# Los fantasmas del DAS
Los fantasmas del DAS es una película para televisión colombiana de 2007 dirigida por Riccardo Gabrielli R. y protagonizada por Priscila Álvarez, Luz Mary Arias, Judy Henríquez, Hernán Méndez, Tatiana Rentería y Julieth Restrepo.

## Sinopsis
Dos funcionarios del Departamento Administrativo de Seguridad empiezan a vivir extraños acontecimientos paranormales mientras trabajan en el edificio del DAS. El fantasma de una mujer empieza a manifestarse, suplicándoles ayuda por una causa pasada.

## Reparto
- Priscila Álvarez - María
- Luz Mary Arias - Vicky
- Hernán Méndez - Jairo
- Judy Henríquez - Sofía
- Tatiana Rentería - Connie
- Daniel Rocha - Ricardo
- Julieth Restrepo - Elisa
- Pedro Roda - Héctor
- Andrés Ruiz - Jorge
- Juan Carlos Vargas - Pedro